# Ciprian Șerban
Ciprian-Constantin Șerban (n. 22 decembrie 1985, Piatra-Neamț, Neamț, România) este un politician român, ales în 2016 deputat de Neamț din partea Partidului Social Democrat (PSD). Ulterior, a fost reales în următoarele două legislaturi. La începutul legislaturii 2024-2028, a fost ales președinte al Camerei Deputaților, și a exercitat această atribuție până în vara lui 2025, când a devenit ministru al transporturilor și infrastructurii în guvernul Ilie Bolojan.